# 湯沢タクシー (秋田県)
株式会社湯沢タクシー（ゆざわタクシー）は、秋田県湯沢市に本社を置くタクシー事業者である。
一般タクシーのほか、乗合タクシーの運行も行っている。

## 沿革
- 1952年7月26日 - 設立。
- 2007年10月1日 - 乗合タクシー弁天線、湯沢沼館線の試験運行開始。
- 2008年4月1日 - 乗合タクシー弁天線、湯沢沼館線を本格運行化。

## 本社及び営業所
- 本社

秋田県湯沢市表町3丁目1-15
- 川連営業所

秋田県湯沢市川連町字平城下16-2

## 乗合タクシー
乗合タクシーとして、以下の路線を運行している。
弁天線

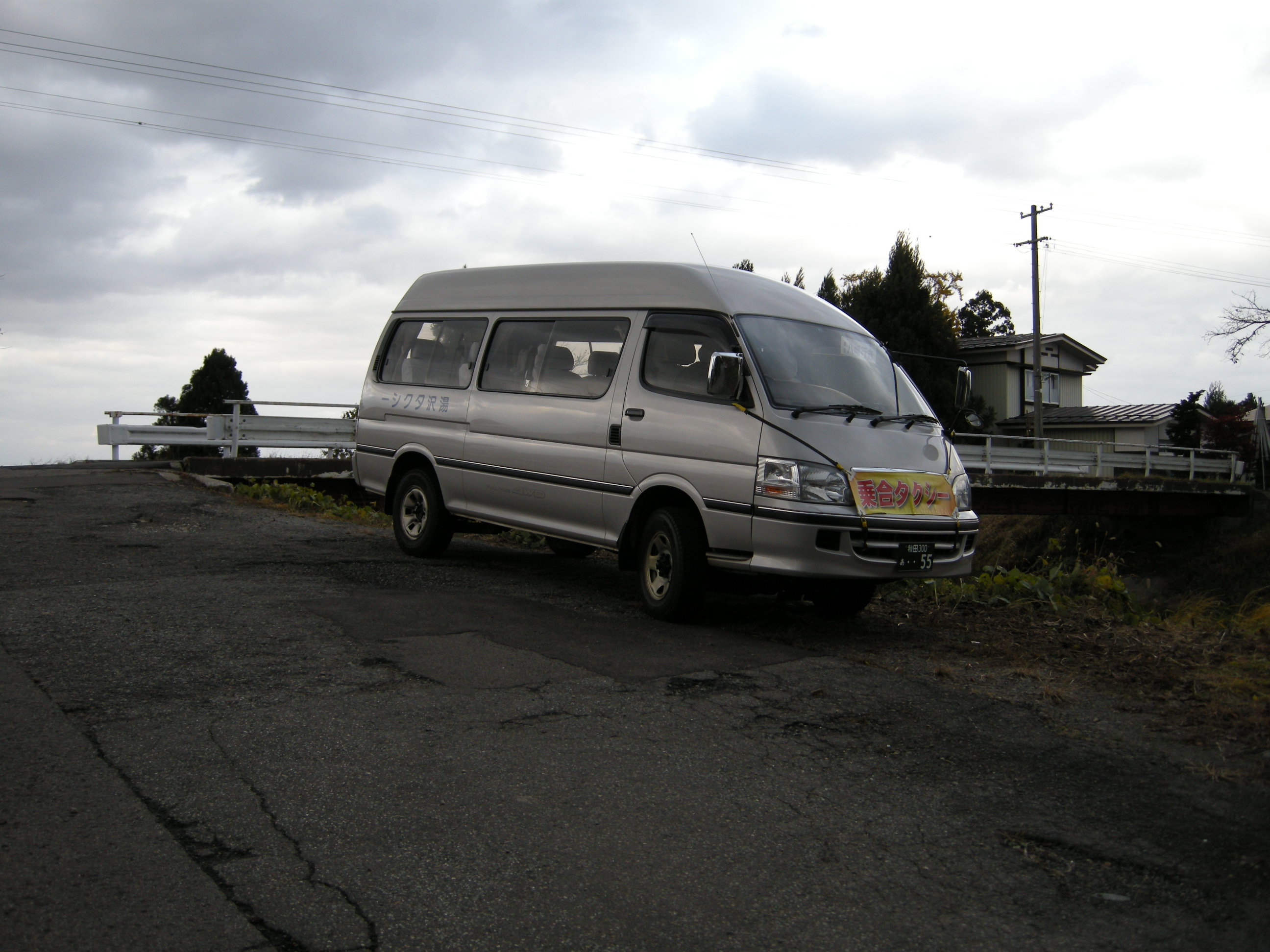
弁天線の車両

- 羽後交通湯沢営業所前〜湯沢駅前角〜角間〜上八幡
  - 日曜・祝日及び12/31〜1/3は運休。
  - 運賃はブロック制。
  - 2007年9月30日限りで廃止された羽後交通弁天線の廃止代替として、運行を開始した。

湯沢沼館線
- 羽後交通湯沢営業所前〜湯沢駅前角〜角間〜旧植田支所前〜造山〜沼館
  - 土曜・日曜・祝日及び12/31〜1/3は運休。
  - 運賃はブロック制。
  - 2007年9月30日限りで廃止された羽後交通湯沢沼館線の廃止代替として、運行を開始した。
  - 実際の運行はさとみタクシーとの分担になっており、湯沢タクシーの担当は昼便1往復のみ。

エアポートライナー栗駒号
- 秋田空港〜横手地区〜湯沢地区〜栗駒地区
  - 予約制で、前日の12時までに予約が必要（予約がない場合は運休）。